# Karol Borsuk
Pour les articles homonymes, voir Borsuk.
Karol Borsuk, né le 8 mai 1905 à Varsovie et mort le 24 janvier 1982 dans cette même ville, est un mathématicien polonais spécialiste de la topologie et de l'homotopie.

## Biographie
À l'université de Varsovie, il obtient un baccalauréat en 1927, un master de mathématiques en 1930, puis un doctorat en 1931, sous la direction de Stefan Mazurkiewicz.
En 1933, il démontre le résultat, conjecturé par Stanislaw Ulam et connu depuis sous le nom de théorème de Borsuk-Ulam.
Il a également énoncé en 1933 la conjecture de Borsuk (de) : Toute partie bornée convexe de l'espace ℝn peut-elle être découpée en n + 1 parties de diamètre plus petit ?. Question à laquelle il a été répondu négativement en 1993.
Parmi ses étudiants de thèse figurent Samuel Eilenberg, Krystyna Kuperberg, Włodzimierz Kuperberg (en), Andrzej Trybulec et Tadeusz Ważewski (de).

## Distinctions
- Officier de l'ordre Polonia Restituta